# Pult
Pult (Latijn: Pulati) is een plaats en voormalige gemeente in de stad (bashkia) Shkodër in de prefectuur Shkodër in Albanië. Sinds de gemeentelijke herindeling van 2015 doet Pult dienst als deelgemeente en is het een bestuurseenheid zonder verdere bestuurlijke bevoegdheden. De plaats telde bij de census van 2011 1.529 inwoners.

## Bevolking
In de volkstelling van 2011 telde Pult 1.529 inwoners, een daling ten opzichte van 2.414 inwoners op 1 april 2001. Dit komt overeen met een gemiddelde bevolkingsgroei van −4,3% per jaar.

### Religie
De grootste geloofsgemeenschap in Pult is de Rooms-Katholieke Kerk. In de census van 2011 noemden 1.463 van de 1.529 inwoners zichzelf 'katholiek', oftewel 95,68% van de bevolking. Pult is hiermee een van de weinige plaatsen in Albanië met een overwegend rooms-katholieke bevolking. De soennitische moslims vormden een kleine minderheid van ongeveer 2% van de bevolking.
| Plaats | Bevolking (2011) | Islam (%)  | Katholiek (%)  | Orthodox (%) | Bektashisme (%) |
| ------ | ---------------- | ---------- | -------------- | ------------ | --------------- |
| Pult   | 1.529            | 32 (2,09%) | 1.463 (95,68%) | - (-)        | - (-)           |